# Spalski Park Krajobrazowy
Spalski Park Krajobrazowy – park krajobrazowy położony w województwie łódzkim. Wraz z Przedborskim Parkiem Krajobrazowym i Sulejowskim Parkiem Krajobrazowym należy do zespołu Nadpilicznych Parków Krajobrazowych.
Park został utworzony w 1995 r., w okolicach Spały i Inowłodza, na terenie województwa łódzkiego. Obejmuje częściowo lub całkowicie tereny gmin: Inowłódz, Poświętne, Rzeczyca, Tomaszów Mazowiecki, Lubochnia, Czerniewice, Opoczno i Sławno. Siedziba dyrekcji parku znajduje się w Spale.
Powierzchnia Spalskiego Parku Krajobrazowego wynosi 131,10 km², natomiast powierzchnia jego otuliny – 241,34 km².
Spalski Park Krajobrazowy wraz ze strefą ochronną położony jest na obszarze Wzniesień Południowomazowieckich i obejmuje wschodnią część Równiny Piotrkowskiej oraz północno-wschodni fragment Równiny Radomskiej.
Na jego terenie znajdują się trzy rezerwaty przyrody: Konewka, Spała i Żądłowice. Kolejne trzy rezerwaty są zlokalizowane w otulinie parku: Jeleń, Sługocice i Gać Spalska.

## Przedmiot ochrony
Park stanowi obszar o dobrze zachowanych cechach krajobrazu naturalnego z bogatym i różnorodnym światem roślinnym i zwierzęcym. Chroni on dolinę rzeki Pilicy wraz z najbardziej cennymi przyrodniczo terenami przyległymi. W granicach parku przeważają tereny leśne (57,4%), ale znaczny udział mają też użytki rolne (35,6%). Pozostałe 7% powierzchni przypada na tereny zainwestowane i wody.

## Flora
Rozległe lasy w środkowym biegu Pilicy coraz częściej nazywane są Puszczą Pilicką, choć nie mają one w rzeczywistości charakteru historycznej puszczy. Są one jedynie fragmentem puszczy. Składają się z kilku kompleksów, położonych po obu stronach Pilicy, przy czym największa ich część przypada na Równinę Piotrkowską.
Na tle równinnego, mało lesistego krajobrazu Polski Środkowej dolina rzeki Pilicy wyróżnia się malowniczością i różnorodnością krajobrazu. Pilica płynie tutaj naturalnym korytem, miejscami meandrując. Liczne wysepki, mielizny, starorzecza stwarzają dobre warunki siedliskowe dla wielu gatunków roślin i zwierząt.
Najbardziej atrakcyjny krajobrazowo fragment doliny to przełomowy odcinek rzeki w okolicach Inowłodza. Z krawędzi wysoczyzny na Legnicy i Zakościelu rozpościera się rozległy widok na dolinę Pilicy i zwarte kompleksy leśne. Równie atrakcyjnym miejscem widokowym są tereny krawędziowe w okolicach Łęgu i Grotowic.
W rozległej dolinie Pilicy występują mozaikowo: łąki, resztki starych drzewostanów, wrzosowiska, murawy piaskowe, turzycowiska i trzcinowiska. Na terenie parku dominują lasy sosnowe w różnym wieku, ale spotyka się również lasy mieszane i liściaste: olsy, grądy, świetliste dąbrowy oraz łęgi olszowo-jesionowe. Najciekawsze przyrodniczo lasy ze starymi drzewostanami występują w okolicach Spały, Konewki, Luciążnej, Żądłowic i Smardzewic.
Liczbę występujących tutaj gatunków roślin naczyniowych można wstępnie oszacować na ponad 800. Łącznie na terenie parku stwierdzono: 19 gatunków roślin objętych ochroną całkowitą (m.in. lilię złotogłów, orlika pospolitego, widłaki, storczyki), 11 ochroną częściową (paprotkę zwyczajną, pierwiosnkę wyniosłą, kocanki piaskowe) oraz 42 gatunki, które w Polsce Środkowej występują nielicznie.

## Fauna
Najlepiej poznaną grupą kręgowców występujących na terenie Spalskiego Parku Krajobrazowego są ptaki. Dotychczas na terenie parku stwierdzono 205 gatunków, w tym 140 mających tu swoje lęgowiska. Z wyjątkiem 3 gatunków (wrony siwej, sroki i gawrona) wszystkie inne ptaki bądź to podlegają ochronie, bądź też są ptakami łownymi.
W Pilicy oraz jej starorzeczach stwierdzono występowanie 28 gatunków ryb i jednego przedstawiciela smoczkoustych – minoga strumieniowego. Odnotowano również 9 gatunków płazów, w tym 6 chronionych oraz 5 gatunków gadów, wszystkich podlegających ochronie.
Dobrze zbadane są ssaki tego terenu – występuje tu 31 gatunków, z czego 7 objętych jest całkowitą ochroną, a 12 należy do zwierzyny łownej. Należy podkreślić występowanie zwierzyny grubej, a zwłaszcza dzików, saren, jeleni szlachetnych i danieli.
Interesującym miejscem jest leżący w otulinie parku Ośrodek Hodowli Żubrów w Książu k. Smardzewic, znajdujący się od 1976 r. pod zarządem Kampinoskiego Parku Narodowego.

## Pozaprzyrodnicze atrakcje turystyczne
Spalski Park Krajobrazowy wraz z otuliną jest obszarem o bogatej historii sięgającej średniowiecza. Leży na obszarze granicznym trzech historycznych prowincji: Wielkopolski, Małopolski i Mazowsza. Sytuacja ta wywarła niewątpliwy wpływ na język, folklor i zabytki kulturowe.
Duże wartości krajobrazowe, które objawiają się przede wszystkim malowniczością doliny i rzeki Pilicy, obecnością dużych kompleksów leśnych oraz usytuowaniem na skrzyżowaniu szlaków handlowych już od dawna przyciągały na ten teren wielu ludzi.
Świadczy o tym czas powstania i funkcje miejscowości takich jak: Inowłódz z romańskim kościołem pw. św. Idziego i ruinami zamku kazimierzowskiego, Spała – dawny ośrodek łowiecki i rezydencja prezydentów II Rzeczypospolitej, Rzeczyca i Luciąża.
Znaną miejscowością jest również Studzianna, na terenie której znajduje się bardzo cenny obiekt budownictwa sakralnego – zespół kościelno–klasztorny Filipinów, stanowiący cenny przykład architektury barokowej. Na terenie Spalskiego Parku Krajobrazowego występują ponadto liczne zabytki techniki, takie jak wiatraki, młyny wodne i tartaki.
We wsiach zachowały się zabytkowe drewniane zabudowania m.in. w Brzustowie, Brudzewicach oraz Studziannej. Na obszarze parku przetrwał żywy folklor regionu rawskiego i opoczyńskiego – ośrodkami, gdzie kultywowane i rozwijane są tradycje ludowe są: Królowa Wola, Zakościele, Rzeczyca, Poświętne i Brudzewice.
Liczne miejsca pamięci narodowej znajdujące się w obrębie parku związane są głównie z okresem II wojny światowej. Należy do nich pomnik poświęcony pamięci legendarnego majora Henryka Dobrzańskiego „Hubala” w Anielinie.